# SPACE!
SPACE! — фраза премьер-министра СССР Анатолия Черденко, персонажа из игры Command & Conquer: Red Alert 3, ставшая интернет-мемом. Тим Карри, сыгравший персонажа, изо всех сил пытался скрыть свой смех, произнося, по общему признанию, забавную реплику.

## Происхождение
В заключительной миссии кампании Союзников союзнические силы совершили хроновысадку в местности, где расположена Петропавловская крепость, и уже собираются начать массированную атаку на советские войска. Собираясь улететь на своём космическом шаттле, премьер-министр СССР Анатолий Черденко (роль исполнил Тим Карри), одетый в русскую военную форму и говорящий, как предполагается, с русским акцентом, произносит эту фразу: I’m escaping to the one place that hasn’t been corrupted by capitalism… SPACE! («Я ухожу туда, куда не дотянутся лапы капитализма… ВВЕРХ!»). Затем он смотрит в камеру на игрока с «безумным ликованием», почти не скрывая своего веселья и недоверия.
До августа 2022 года бо́льшая часть кинематографической команды Red Alert 3 даже не знала, что 10-секундный клип стал настолько популярным. В интервью журналу Vice помощник редактора Джошуа Баше рассказал, как был записан ролик: «Это было ближе к концу дня, и можно было сказать, что Карри устал, он хотел уже уйти оттуда [со студии]. Но затем [на телесуфлёре] всплывает эта строчка. И вы бы видели, как улыбка появилась на его лице, когда он прочитал её в первый раз. Сцена была снята с первого дубля». Кинематографический редактор Red Alert 3 Стюарт Эллисон заявил: «Мне кажется, что он знал, что вот-вот сорвётся, но закончил дубль, потому что знал, что может воспользоваться этим [своим раздражением]. Знал, что делает это блестяще».
Автором фразы, сказанной Тимом Карри, выступил сценарист Харис Оскин.

## Оценки
Дэн Кристманн из TheGamer пишет: «Самое лучшее то, что Карри [актёр, сыгравший Черденко] объявляет, что посылает на вас всё, что у него есть, и что он также отправляется в одно место, где капитализм не сможет его достать: в космос!». Кристманн отмечает, что в речи Черденко «мало серьёзности», но при этом у него есть «одна из самых забавных реплик в истории видеоигр».
Кейт Стюарт из The Guardian отмечает, что «маниакальный поворот Карри» в роли премьер-министра Анатолия Черденко «стал легендарным».
Джейкоб Олер из Film School Rejects выделяет «весёлый русский акцент Карри, выбор режиссёра сохранить дубль, в котором актёр явно и слышно смеётся над строками», а также «многосложное удлинение слова „космос“». Дэйв Ирвин из Rock, Paper, Shotgun называет момент, где Черденко произносит речь про полёт в космос, «возможно, величайшим выступлением Тима Карри за всю историю». Озэи Мехиа из Shacknews считает, что Тим Карри «установил постоянный стандарт того, как должны выглядеть полноценные видеоролики».
Дункан Файф из Vice считает, что выступление Тима Карри, вероятно, не самое лучшее, не самое манерное и не самое смешное, но «оно, безусловно, самое загадочное». В интервью Vice сценарист Алекс Наварро отмечает, что «небольшое трепетание ближе к концу, когда Карри делает паузу и выглядит так, будто перестраивается, прежде чем изрыгнуть „SPAAAAAACE“ со своим наполовину русским акцентом, просто волшебно». В то же время критик Энтони Оливьера считает «идеальным повествованием» акцент, костюм, арку персонажа, «окончательно истощённого любыми унижениями, перенесёнными от рук игрока».